# Enawene Nawe

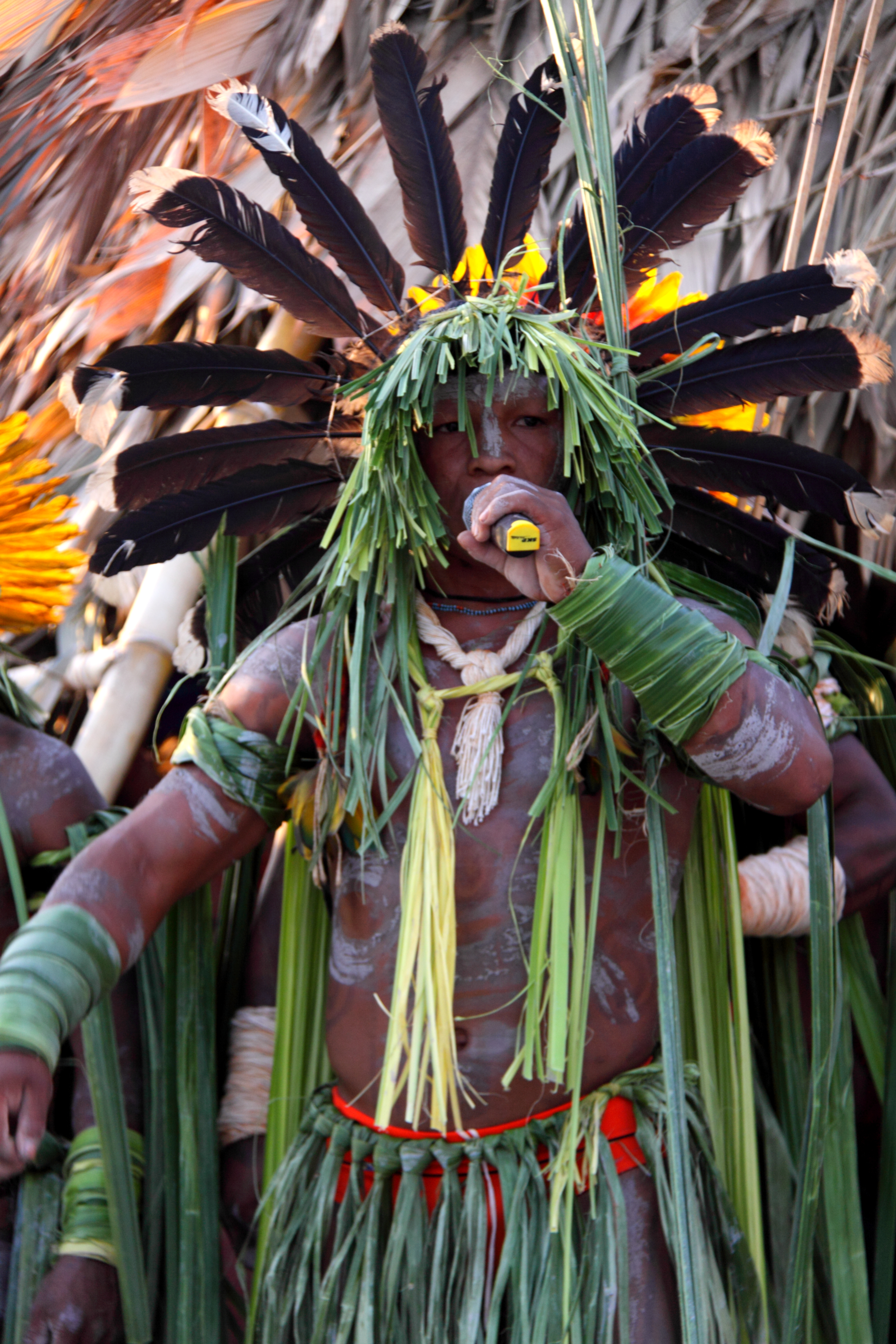
Enawene Nawe

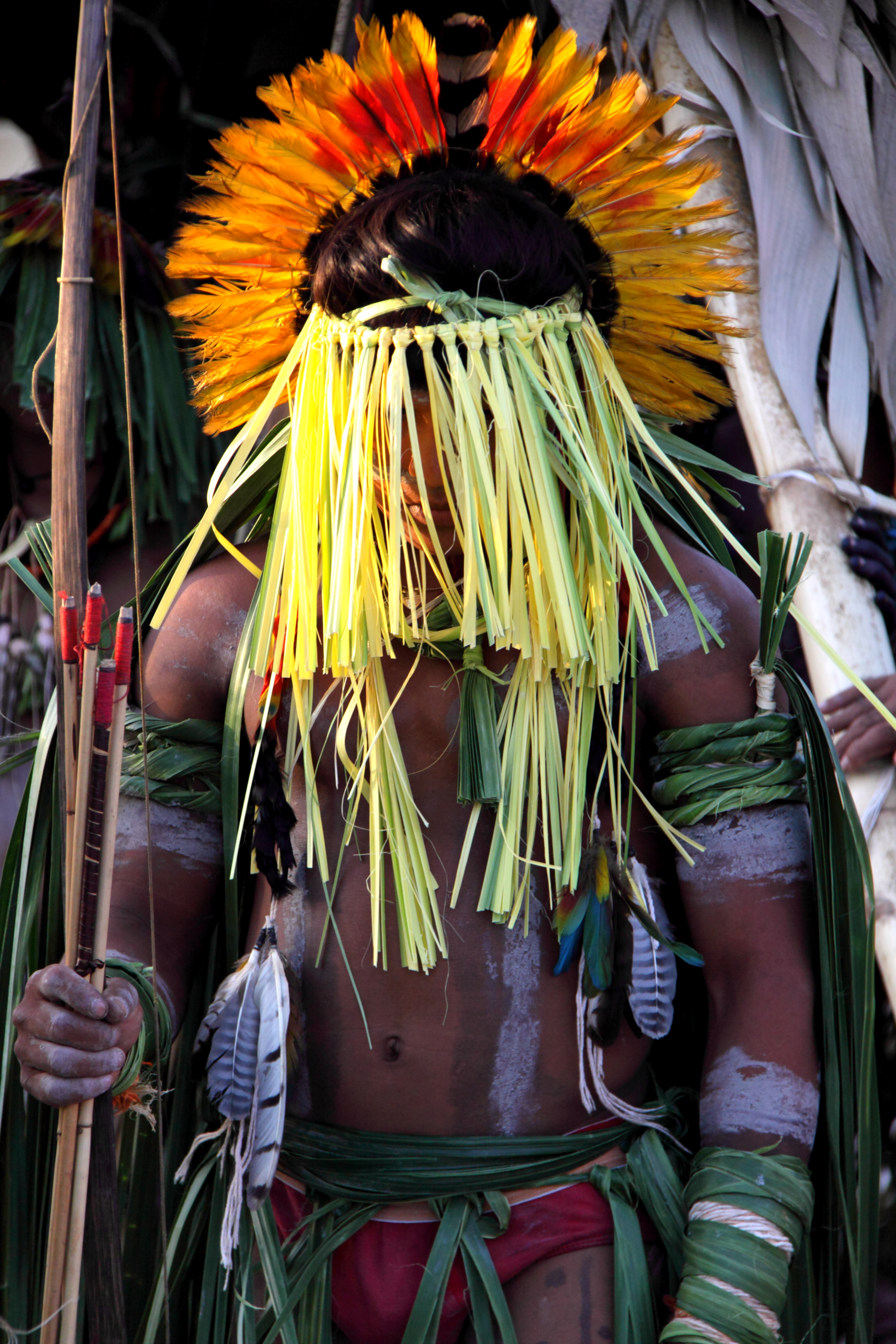
Enawene Nawe

De Enawene Nawe vormen een kleine indianenstam in het Amazonegebied. Ze leven van de visvangst en het verzamelen van voedsel in hun eigen gebied in de staat Mato Grosso in Brazilië. De machtige Juruena rivier en zijn zijrivieren zoals de Rio Prete stromen door het land van de Enawene Nawe en leveren hun de vis die zo belangrijk is voor hun dieet.

## Cultuur en geschiedenis
De Enawene Nawe zijn een relatief geïsoleerd volk die voor het eerst gecontacteerd werden in 1974 door Vicente Cañas, S.J.. Hij leefde meer dan tien jaar bij hen. Hij nam onder de naam Kiwixi hun levensstijl aan en hielp hen met de noodzakelijke medicijnen. Mede door zijn toedoen groeide de stam van 97 tot meer dan 430 personen. Net zoals Chico Mendes en Wilson Pinheiro werd hij vermoord door veeboeren die het Amazonegebied inpalmen. Tot november 2007 leefden de ongeveer 500 leden van de stam samen in een dorp met de naam Halataikwa in grote gemeenschappelijke huizen ook wel malocas genaamd. De Enawene Nawe zijn beroemd om hun vistechnieken. Gedurende het visseizoen bouwen de mannen grote dammen in de rivieren en kamperen een paar maand in het bos al vissend. De vis roken ze eerst en transporteren ze dan in hun kano's naar hun dorp. De Enawene Nawe cultiveren maniok en maïs in hun tuintjes en ze foerageren ook eetbare planten in het bos. Het bos is hun supermarkt.
Ze verzamelen ook honing en het honingfeest heet keteoko. Ze verzamelen dan grote hoeveelheden wilde honing in het bos en verbergen het bij hun terugkomst in het dorp. Ze onthullen de honing pas nadat de vrouwen beginnen dansen. Een ongewoon gebruik voor een amazonestam is dat ze geen rood vlees eten.

## Moeilijkheden
- Hoewel hun gebied officieel erkend is door de regering in 1996 werd er een belangrijk gebied genaamd Rio Prete uitgelaten. Dit gebied is belangrijk voor hun fysiek en spiritueel welzijn. Daar bouwen ze hun dammen en viskampen. Het is een gebied waar belangrijke geesten wonen. Survival International lobbyt samen met OPAN (Operação Amazônia Nativa), een Braziliaanse NGO, bij de Braziliaanse regering om ook de Rio Prete zone officieel te erkennen als Enawene Nawe gebied.
- De Braziliaanse regering plant 77 dammen op de Juruena rivier. De dammen zullen onherroepelijke schade berokkenen aan de Enawene Nawe en de natuur van het gebied.